# لادیسلاس لوزانو
لادیسلاس لوزانو (انگلیسی: Ladislas Lozano؛ زادهٔ ۲۴ ژوئن ۱۹۵۲) مربی فوتبال اهل فرانسه است.
از باشگاه‌هایی که در آن بازی کرده‌است می‌توان به باشگاه فوتبال ریسینگ سانتاندر اشاره کرد.